# Ha lahma anya
Ha lahma anya (în aramaică:הא לחמא עניה „Aceasta este pâinea sărăciei”, „a necazului”) este, în iudaism un text și cântec liturgic, parte introductivă la capitolul Maghid al Hagadei de Pesah, 
Versetele se bazează pe textul biblic - din cartea Deuteronom (vezi 16,3 ).
Ele fac o paralelă între azimele - (mațot) - de pe masă și „pâinea sărăciei” sau „a necazului”, pe care au mâncat-o israeliții sau evreii antici în Egiptul faraonic, când, după narațiunea biblică a Exodului, au ieșit în mod miraculos din robia egipteană, îi invită pe toți cei flămânzi și în nevoie, să se alăture Cinei pascale, și exprimă speranțe de mântuire

## Textul

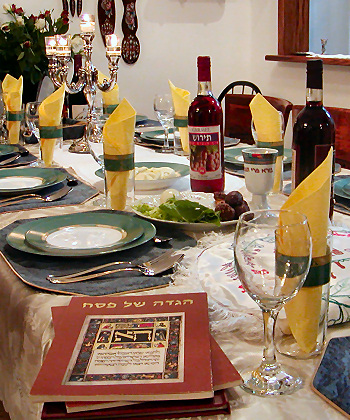
La cina de Seder Pesah capitolul Maghid incepe cu dezvelirea și ridicarea azimilor în fața comesenilor și recitarea textului Ha lahma anya

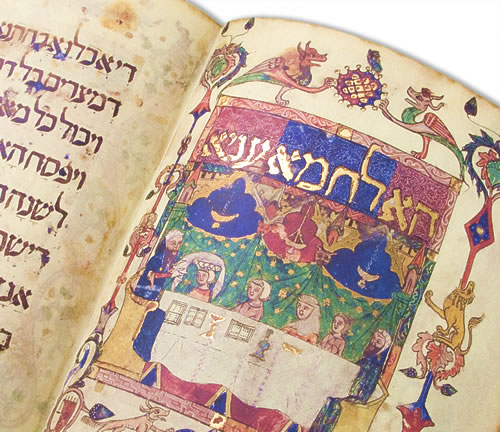
Ha lahma anya în Hagada din Barcelona, sec.al XIV-lea

„:הָא לַחְמָא עַנְיָא דִּי אֲכָלוּ אַבְהָתָנָא בְּאַרְעָא דְמִצְרָיִם
כָּל דִּכְפִין יֵיתֵי וְיֵיכוֹל
כָּל דִּצְרִיךְ יֵיתֵי וְיִפְסַח
הָשַׁתָּא הָכָא – לְשָׁנָה הַבָּאָה בְּאַרְעָא דְיִשְׂרָאֵל
הָשַׁתָּא עַבְדֵּי – לְשָׁנָה הַבָּאָה בְּנֵי חוֹרִין
Ha lahma anya di ahlu avhatana be'ar'a dmitzrayim
Kal dihfin ieitei veiiehol
Kal ditzrih ieitei veifsah
Hashata hakhá - leshaná habaá ba'ra disrael
Hashata avdei - leshaná habaá bnei horin
Aceasta este pâinea sărăciei pe care au mâncat-o strămoșii noștri în Țara Egiptului
Oricine este flămând să vină să mănânce
Oricine este în nevoie să vină să sărbătorească Pesah
Anul acesta - aici, la anul -  în Țara Israelului
Anul acesta - robi, la anul - oameni liberi”

## Sursa
Nu se știe precis când au intrat versetele menționate în textul Hagadei.
Cartea Hagada cuprinde pasaje din Tora, însă, după opiniile experților, a fost scrisă în era talmudică.  
Cea mai veche Hagada care s-a păstrat provine din epoca Gheonimilor.
Învățații au identificat două variante majore ale Hagadei timpurii: una palestiniană (din Palestina sau Țara Israel) menționată în cartea Shibolei Haleket
și alta babiloniană, considerată de Malbim si de Raaviya) (Rabi Eliezer ben Yoel Halevi) ca cea originară.
Ulterior s-au diferentiat pe baza acesteia din urmă subvariante așkenaze, sefarde, orientale etc.
Vechimea pasajelor s-a apreciat după izvoarele externe care le citează sau după analizarea însușirilor și stilului textului. 
Pasajul Ha lahma anya nu este pomenit în Talmud și nici în Midrașim.
și a început să apară în scris doar în scrierile Gheonimilor (ca de pildă cartea de rugăciuni Sidur a rabinului Amram Gaon, ceea ce dovedește că textul acesta este relativ tardiv. 
Analiza textului decelează date contradictorii: în timp ce restul Hagadei este scris în ebraică, pasajul Ha lahma anya este aproape în întregime în aramaică, părând, prin urmare, a fi un adaos tardiv. Deoarece verbul „ifsah” - a prăznui Pesah - este înțeles ca "a participa la jertfa de Pesah"ת s-ar putea să fi fost rostit în vremea când încă se ofereau jertfe în Templul din Ierusalim. 
Rabinul Yaakov Lorberbaum în cartea sa Maase Nisim considera că  Ha Lahma Anya a fost recitată prima dată după distrugerea celui de-al Doilea Templu din Ierusalim.
 
Majoritatea învățaților Rishonim  erau de părere că Ha lahma anya a fost scrisă în Babilonia, unde limba vorbită a evreilor  era aramaica încă din vremea celui de-al Doilea Templu.

## Locul pasajului în Hagada

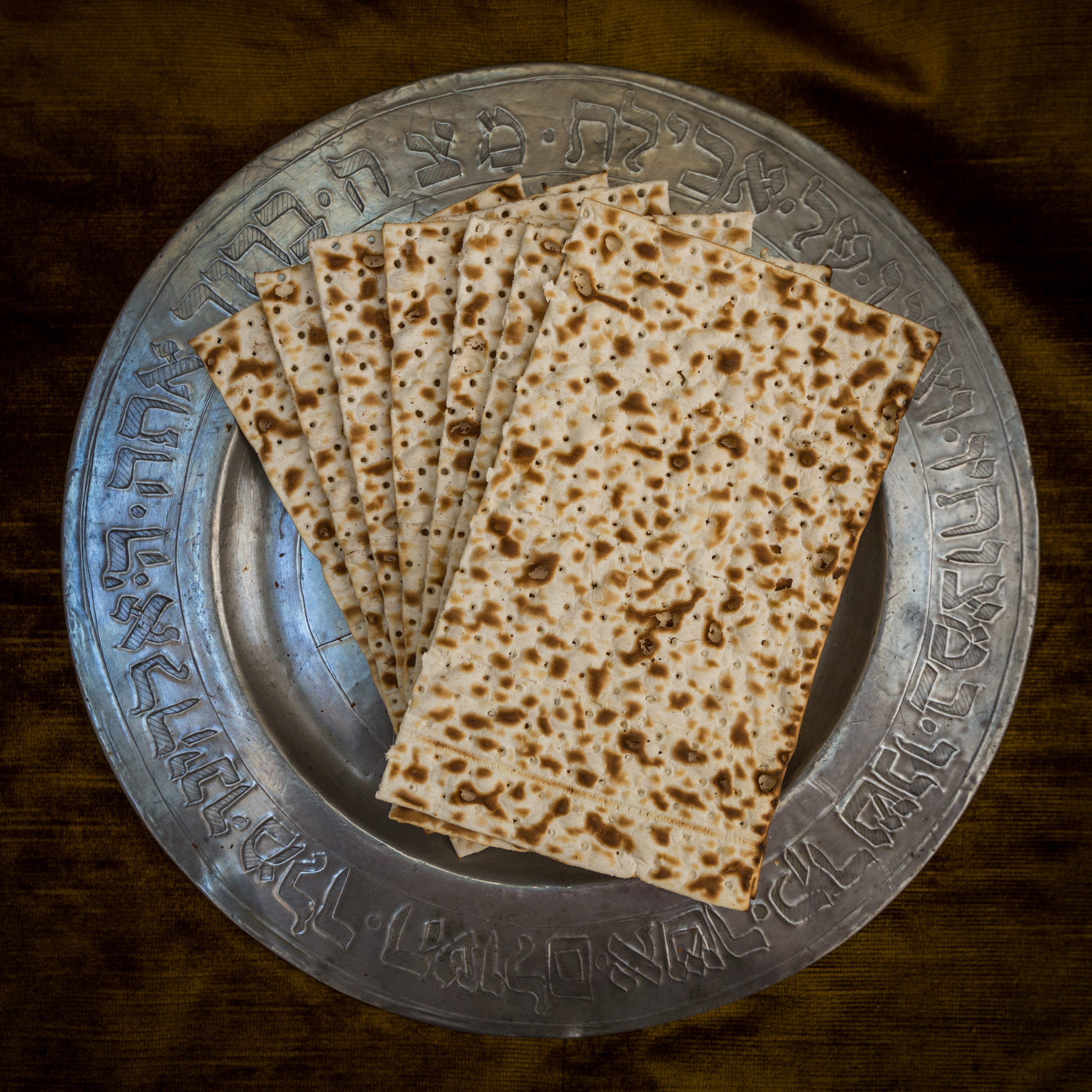
Azime de Pesah - numite mațot. Farfuria poartă o binecuvântare în ebraică. Fotografie de Claude Truong-Ngoc

În Hagadele moderne pasajul Ha lahma anya apare la începutul cărții, uneori după textul "L'shem ihud" iar alteori, după cum afirmă Maimonide, după propoziția „Bivehilu iatzanu mimitzraim” (În grabă am ieșit din Egipt), însă localizarea nu a fost agreată de toți Rishonimii.
O parte din ei, precum Rashba (Rabi Shlomo Ibn Adrat) sau Asher ben Haim din Montshon (Monzon) nu au menționat textul de loc, iar alții, ca, de pildă, Raaban (Rabi Eliezer ben Natan), sau Ritba (Rabi Yom Tov ben Avraham Alsebili) au scris că ea nu făcea parte din Hagadá ci era un adaos tardiv. Alți rishonim au remarcat că al doilea pahar de vin trebuie umplut înainte de versetele Ma nishtana și nu înainte de Ha lahma anya.

## Motivul utilizării limbii aramaice
- S-a presupus că textul era destinat oferirii de explicații femeilor și copiilor de ce se împart azimile „ca la săraci”. Limba vorbită în popor era în acea vreme aramaica.

Deoarece erau invitați toți cei flămânzi se dorea și evitarea strecurării unor „dăunători” (diavoli etc) si atunci se apela la limba aramaică care era considerată neînțeleasă de aceștia dun urmă.   
De asemenea, cum credea Rabi Yom Tov Alsebili, nu era de dorit ca îngerii să audă cum se laudă evreii și apoi să-i denunțe la Cel de Sus și să-i priveze de mântuire, și atunci se putea apela tot la aramaică, care nu era accesibilă nici îngerilor.
Dar în ultima propoziție Leshaná habaá bnei horin (La anul oameni liberi) primele două cuvinte „La anul” sunt în ebraică.
Aceasta ca să nu înteleagă babilonienii și să interpreteze greșit că s-ar pregăti cumva o răscoală contra împărăției. Înțelepții iudaismului mai spuneau: Niciodată să nu se roage omul în aramaică, căci îngerii salvării nu înțeleg aramaica. Doar în limba sfântă. Rabi Shimon ben Tzemah Duran spunea că și vorbitorii de aramaică spun cuvintele acestea în ebraică.

## Versiuni și comentarii
Într-o parte din comunitatile evreiești din Africa de Nord, și în Yemen se obișnuia ca, înainte de expresia Ha Lahma anya, să se rostească versetul Bivehilu yatzanu mimitzraim (În grabă am ieșit din Egipt). Acesta nu se află în versiunile Hagadei din vremea Gheonimilor si apare pentru întâia oară la Maimonide (Rambam) în Legile dospelii și ale pâinii nedospite  (Hilhot Hametz umatza, Seder Hagada)
Rabinul Yeshaya di Trani era de părere să nu se spună „Oricine este în nevoie sa vină să serbeze Pesahul”, adică sa participe la mâncarea jertfei de Pesah, pentru că în vremea noastră nu se mai practică sacrificiul de Pesah și mai mult decât atât, nici în epoca Templului nu era posibilă invitarea unor oaspeți la consumarea jertfei. 
Raaban (Eliezer ben Nathan)  spunea că desigur acest vers nu provine din vremea Exilului babilonian, și atunci, nici în vremea noastră nu trebuie rostit. 

În schimb alții dintre Rishonim erau pentru acest obicei, socotind ca e vorba de fapt de azima numită Afikoman, care amintește de sacrificiul de Pesah sau,  probabil, de două feluri de mâncare care se așează într-o farfurie in amintirea sacrificiului de Pesah (Korban Pesah) și sacrificiul de sărbătoare (Korban Haghigá)  

## Obiceiul învârtirii farfuriei deasupra comesenilor
Un obicei răspândit la evreii din Africa de Nord, mai ales Maroc și Tunisia
Rabinul Itzhak Alhadab din Spania secolului al XIV-lea
scria:
Există un obicei spaniol de a ridica farfuria cu mana și a spune Ha Lahma anya....Și învârteau farfuria deasupra capetelor celor mici și spuneau Bivehilu Iatzanu mmitzraim, Ha Lahmania anya Bnei Horin. 
Rabinul Itzhak David Azulai a vizitat Tunisul în 1774 a observat cum slujitorul învârtește farfuria de trei ori deasupra capetelor comesenilor (dupa ordinul pe care l-a dat, numai a celor de sex masculin)
Rabinul Yaakov Moshe Toledano și Shem Tov Gaghin (1932) au confirmat existența acestui obicei și în Maroc. Rabinii locali au explicat că e vorba de obicei binecuvântător care păzește de necazuri și nenorociri.
Rabinul Moshe ben Makir a auzit de acest obicei cu mare uimire, dar nu l-a văzut vreodată. 
Rabinul Pizanti din Salonic (sec al XVI-lea)  si alții au presupus că în vremea Talmudului se făcea așa pentru a goli masa în fața participanților la cină in scopul de a trezi atenția copiilor.  
Rabinul Yosef Ben Naim  vedea in obicei o aluzie la ieșirea din Egipt cu poveri pe umeri și pe cap (Exodul 12, 54)
Rabi Haim Faladji scria că rotirea farfuriei deasupra capetelor celor din casa se făcea în timpul versetelor  Ma nishtaná_si a explicat ceremonia în termeni cabalistici. 
Rabinul Menachem Hameiri amintește de un obicei un  asemănător și mai vechi - cel de a ridica farfuria degajată până la înălțimea umerilor, aluzie la modul în care au purtat fiii lui Israei boccelele lor în timpul fugii din Egipt.

## Galerie

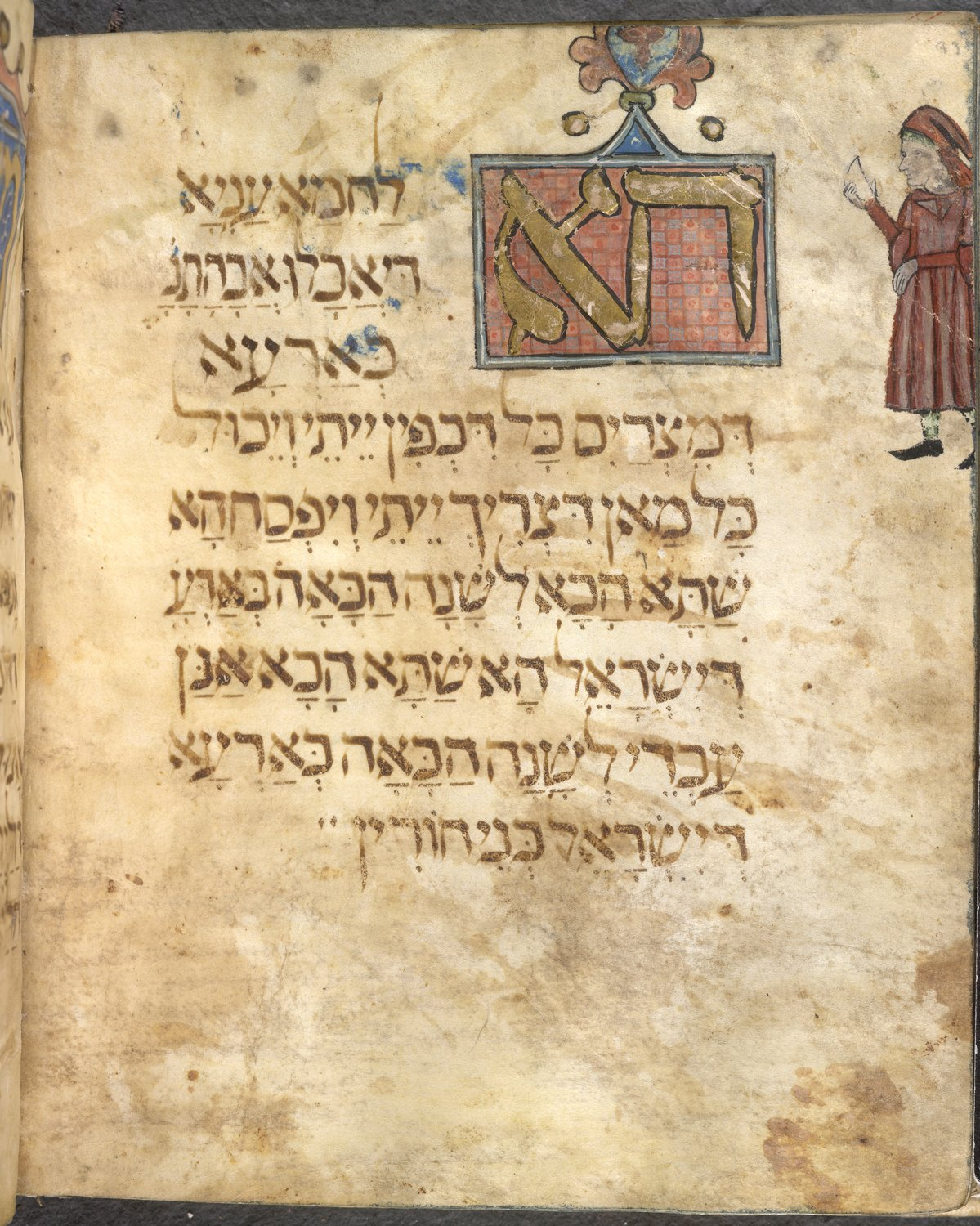
Ha Lahma anya in Hagadat haahot
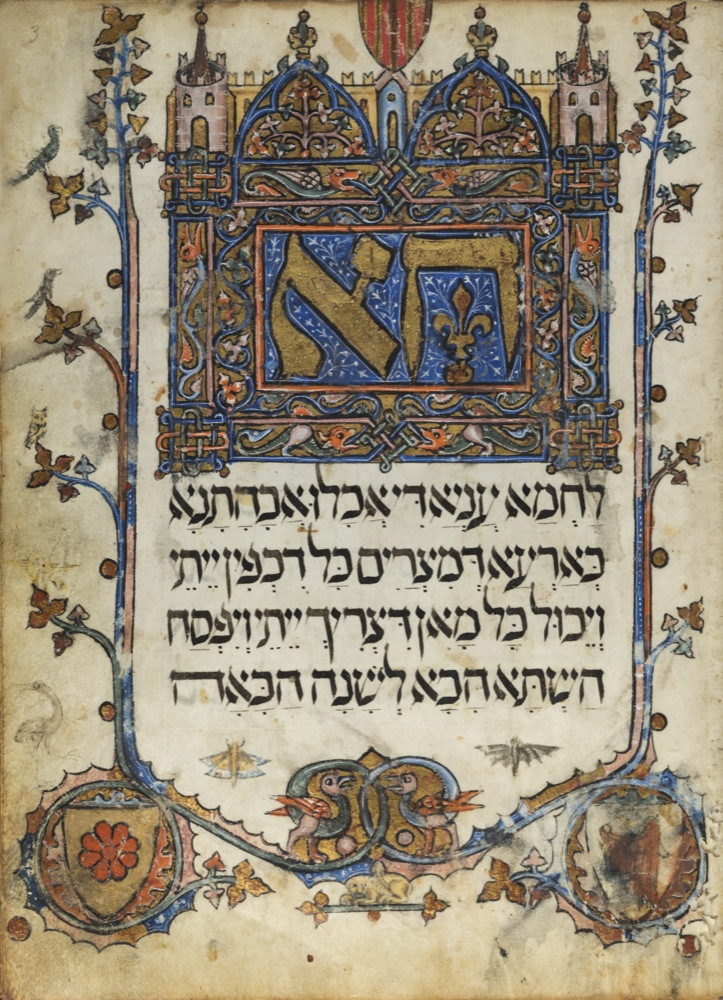
Ha lahma anya in Hagada de la Sarajevo
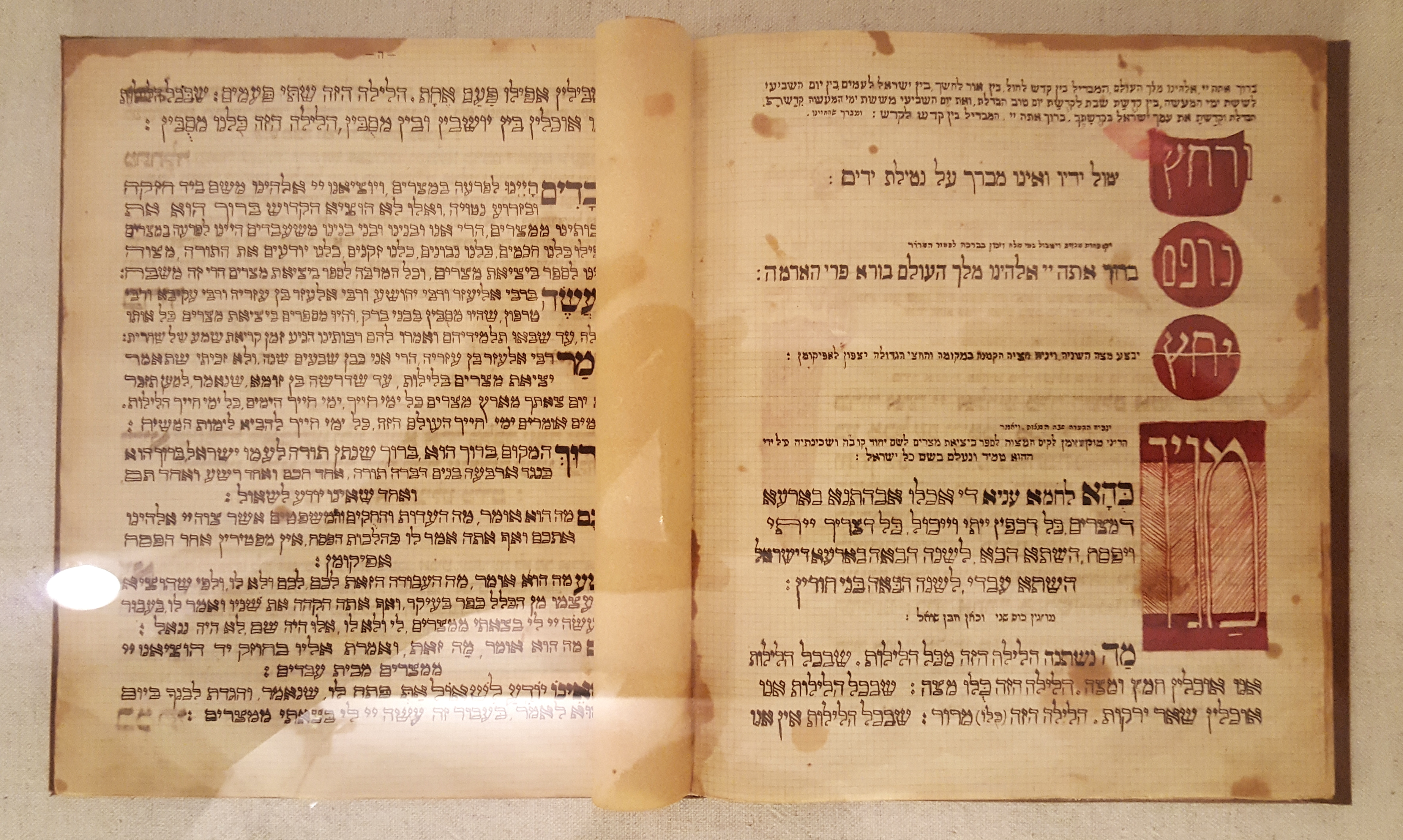
Ha lahma  anya în Hagada din Mozambic
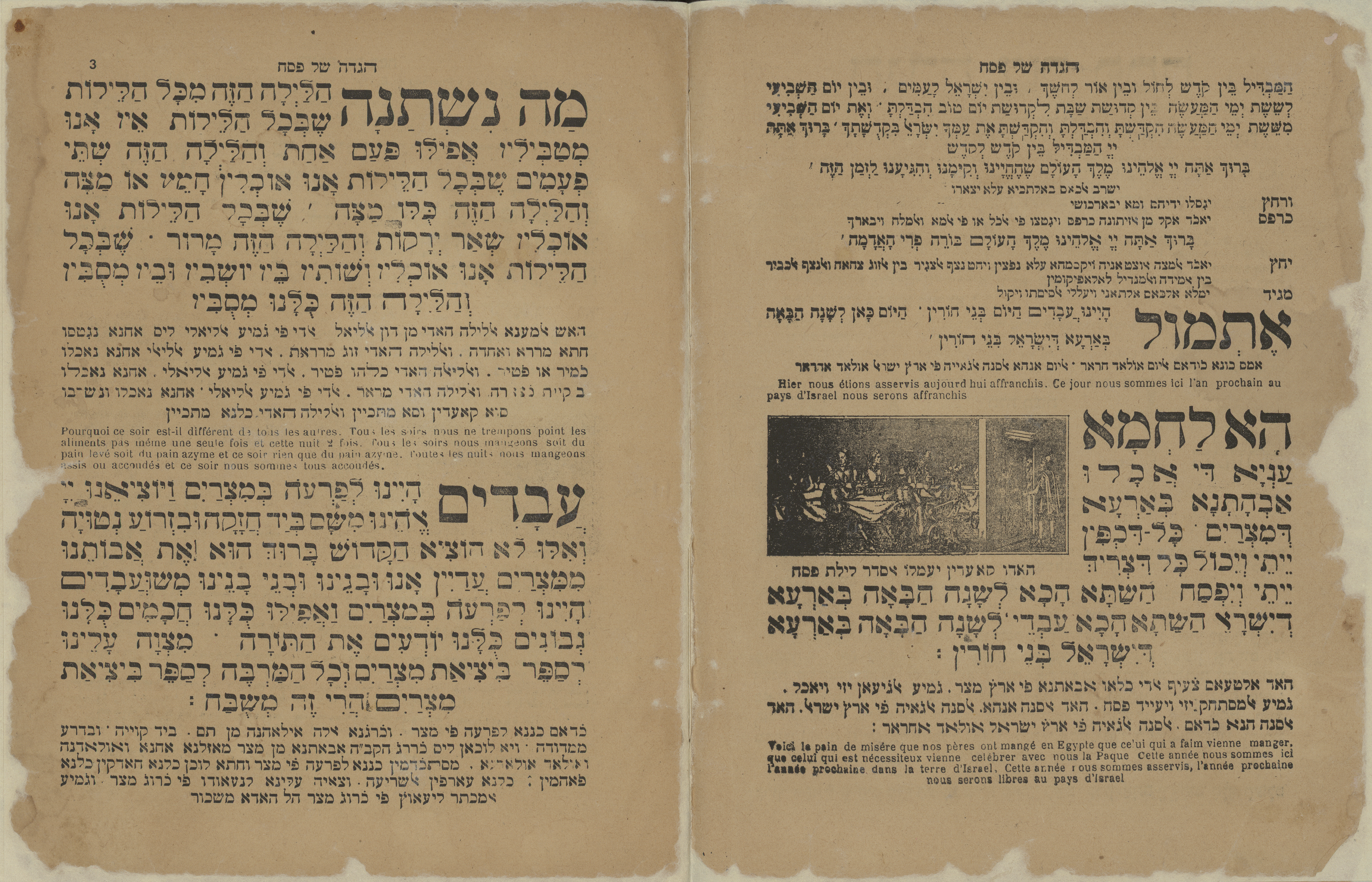
Ha lahma anya in Hagada din Tunis din 1920